# Abbazia di San Marziale
La basilica di San Marziale di Limoges (Abbaye Saint-Martial de Limoges in lingua francese) è un'antica abbazia benedettina della Diocesi di Limoges nella regione della Nuova Aquitania. Durante il Medioevo fu un importante centro artistico, giuridico e scientifico.

Venne edificata per volere di Carlo il Calvo nell'848 con lo scopo di ospitare un capitolo di canonici al servizio della tomba di Marziale di Limoges ed al suo santuario annesso in un edificio benedettino. Nel 1535 l'edificio venne convertito in collegiata, nel 1791 l'istituto di canonici venne dismesso ed abbandonato, e l'edificio venne fisicamente demolito nel 1794.

La cripta, l'unica testimonianza rimasta intatta dell'antica abbazia, contenente le tombe di San Marziale e di Santa Valeria venne riscoperta solo negli anni '60. Attualmente la struttura è aperta ai visitatori, dopo che sono state svolte delle ricerche archeologiche nel 2014.

## Storia dell'edificio
La presenza di un culto sulla tomba di San Marziale è testimoniata negli scritti di Gregorio di Tours e viene fatta risalire al VI secolo. Intorno al 680 l'abbazia fu teatro di un importante episodio di politica locale: un brigante di nome Loup si ribellò contro l'autorità del sovrano francese e tentò di prendere la città, che era allora di importanza strategica per il controllo dell'intera Aquitania; tuttavia questo tentativo fallì per l'intervento di san Marziale, ma molto più probabilmente per l'opposizione della popolazione locale.

Nelle immediate vicinanze venne costruita una basilica dedicata al Santissimo Salvatore intorno al IX secolo ma la data è oggetto di discussione. La tradizione storiografica considera la testimonianza dello storico Ademaro di Chabannes come inaffidabili dal momento che, nella sua Vie de saint Martial (vita di San Marziale) avrebbe tentato di presentare San Marziale come apostolo inviato direttamente da San Pietro per evangelizzare l'Aquitania, e non come un semplice confessore, e per questo avrebbe alterato la datazione della costruzione dell'Abbazia. Egli indica come data della consacrazione dell'edificio l'832, in modo tale da poter essere stato teatro della incoronazione di Carlo III di Aquitania nell'855, dal momento che la figura di San Marziale sembra rappresentasse un importante simbolo politico per i re ed i duchi d'Aquitania.

Per combattere una epidemia di ergotismo (detto all'epoca Fuoco di Sant'Antonio) nel 994, il vescovo di Limoges Ilduino e suo fratello Geoffroy, abate di San Marziale, organizzarono una processione dove si esponevano le reliquie di diversi santi, primo fra tutti San Marziale, che vennero estratte dalla tomba e poste in una cassa d'oro e portata in processione fino alla località di Montjovis il 12 novembre 994.

## Architettura
Dell'edificio sono sopravvissuti diversi elementi architettonici, soprattutto della basilica intitolata al Santissimo Salvatore e del probabile palazzo carolingio di cui era parte: una statuetta equestre che rappresenta un sovrano e sormonta ora la fontana du Chevalet; frammenti di lastre con incisioni provenienti forse da un presbiterio ed ora conservate presso il Museo delle Belle Arti di Limoges e ritrovate intorno al XX secolo. Alcuni resti di un paliotto probabilmente dell'altare principale forse donato da Carlo il Calvo.

La chiesa romanica era orientata verso est, mentre l'ingresso era inserito in una torre-portico orientata verso ovest. Da lì si entrava in una navata con tre vaisseaux con volte a botte.